# Erik Ek
Erik Arvid Lennart Ek, född 1 mars 1921 i Vaxholm, död 2 oktober 1998 i Huddinge, var en svensk landslagsspelare i handboll.

## Klubblagskarriär
Moderklubb för Erik Ek var KA 1:s Idrottsförening och han representerade IFK Lidingö 1946–1950 då han spelade för svenska landslaget. Han vann också SM-guld inomhus med IFK Lidingö året 1949. I finalen besegrade Lidingö SoIK Hellas med 7-4. Matchen spelades i Stockholm den 20 mars. Lidingö hade bara tre målskyttar och Erik Ek var bäst med tre mål. I allsvenskan slutade IFK Lidingö sist och blev degraderade samma år.

## Landslagskarriär
Erik Ek spelade 10 landskamper för Sverige 1946–1950. Det var 8 utomhuslandskamper och 2 inomhuslandskamper. De åtta utomhuslandskamperna är inte med i den nya  landslagsstatistiken. I landslaget var han inte någon målskytt av rang och inomhuslandskamperna slutade mållösa och utomhus blev det 3 mål. Främsta meriten var utomhus-VM 1948 i Paris, där Erik Ek var med och tog hem guldmedaljen till Sverige.
Erik Ek är gravsatt i Gamla minneslunden på S:t Botvids begravningsplats i Huddinge.